# '68 (groupe)
Pour les articles homonymes, voir '68.
'68 est un groupe américain de noise rock, originaire d'Atlanta, en Géorgie. Formé en 2013 par le guitariste et chanteur Josh Scogin — anciennement du groupe de punk hardcore The Chariot — et le batteur Michael McClellan, le groupe est composé de Scogin et du batteur Nikko Yamada.

## Histoire
L'ancien groupe de Josh Scogin, The Chariot, joue son dernier spectacle en novembre 2013. Un peu plus d'une semaine plus tard, Scogin publie une annonce avec un compte à rebours sur le site web theyare68.com ; lorsque le compte à rebours se termine en décembre 2013, Scogin révèle avoir formé un nouveau groupe nommé '68 et mis en ligne un EP de deux chansons, Midnight, pour la vente en ligne. Le titre de l'EP et de ses deux chansons — Three Is a Crowd et Third Time Is a Charm — étaient significatifs pour Scogin ; l'utilisation du chiffre trois dans les titres des chansons représentait le troisième acte de sa vie après ses passages dans Norma Jean et The Chariot, et Scogin explique également que le chiffre trois représentait « ce processus de pensée de continuer dans ma tête : Three's a charm, hé, ça va être génial ou three's a crowd, comme on aurait dû rester avec The Chariot ». Le nom du groupe, quant à lui, provient de la Camaro 68 de son défunt père. Le premier pressage de Midnight s'épuise en moins d'une journée ; le label indépendant No Sleep Records le réédite avec une nouvelle pochette le 1er avril 2014.
Le groupe effectue une tournée en avril et mai 2014, ouvrant pour Chiodos, Emarosa, Our Last Night, et Hands Like Houses, et en mai 2014 annonce leur signature à Good Fight Music et eOne Music pour sortir leur premier album In Humor and Sadness, qui est publié deux mois plus tard le 8 juillet 2014,. Pour promouvoir l'album, le groupe publie Track Two : e sur YouTube sous la forme d'une paire de vidéos qui devaient être jouées à l'unisson afin d'entendre la chanson correctement. Scogin déclare à propos de la publication de la chanson de cette façon : « Quelqu'un aura un ordinateur et invitera un ami qui a un autre ordinateur, ils passeront plusieurs minutes à débattre et à rire en essayant de synchroniser parfaitement les deux vidéos ». La chanson Track One : R est également disponible en streaming avant la sortie de l'album, et en août, ils sortent un clip vidéo pour Track One : R réalisé par Daniel Davison, ancien membre de Norma Jean et d'Underoath. La première tournée du groupe en soutien à In Humor and Sadness accueille Listener (dont le chanteur Dan Smith avait déjà participé à l'album 2010 de Chariot, Long Live) et Homeless Gospel Choir.
Scogin et McClellan entrent en studio en janvier 2016 pour travailler sur leur deuxième album, et quelques mois plus tard postent une démo de l'album à venir sur YouTube le 14 mars 2016. L'album, anglais : Two Parts Viper, est publié plus d'un an plus tard, le 2 juin 2017. Quelques mois après la sortie de Two Parts Viper, McClellan se sépare de Scogin. Pendant la tournée, Nikko Yamada remplace McClellan en tant que nouveau batteur du groupe,.
En septembre 2020, le groupe sort son deuxième EP, Love Is Ain't Dead. En janvier 2021, ils annoncent leur troisième album, Give One Take One, qui sort le 26 mars. En août 2023, le groupe annonce son quatrième album studio, intitulé Yes, and..., ainsi que la sortie de son premier single Removed their Hooks. L'album sort le 29 septembre 2023.

## Discographie
- 2013 : Midnight (EP, No Sleep Records)
- 2014 : In Humor and Sadness (album, Good Fight Music, eOne Music ; 109e du Billboard 200[20])
- 2017 : Two Parts Viper (album, eOne Music, Cooking Vinyl)
- 2020 : Love is Ain't Dead (EP, Chariot Music, Cooking Vinyl)
- 2020 : Give One Take One (album, Cooking Vinyl)
- 2023 : Yes, and… (album)